# Powiat kraśnicki
Powiat kraśnicki – powiat w Polsce (województwo lubelskie), utworzony w 1999 roku w ramach reformy administracyjnej. Jego siedzibą jest miasto Kraśnik. Powiat leży w południowo-zachodniej części województwa lubelskiego, na Roztoczu Zachodnim i na Wzniesieniach Urzędowskich. Starostą Kraśnickim od 8 maja 2024 r. jest Zbigniew Dżugaj.

## Podział administracyjny
W skład powiatu wchodzą:
- gminy miejskie:
  -  Kraśnik
- gminy miejsko-wiejskie:
  -  Annopol,
  -  Urzędów
- gminy wiejskie:
  -  Dzierzkowice,
  -  Gościeradów,
  -  Kraśnik,
  -  Szastarka,
  -  Trzydnik Duży,
  -  Wilkołaz,
  -  Zakrzówek
- miasta:
  -  Annopol,
  -  Kraśnik,
  -  Urzędów

W latach 1975–1998 większa część powiatu wchodziła w skład starego województwa lubelskiego, natomiast gminy: Annopol, Gościeradów, Szastarka oraz Trzydnik Duży należały do województwa tarnobrzeskiego.

## Demografia
Liczba ludności (dane z 30 czerwca 2005):
|        | Ogółem  | Ogółem | Kobiety | Kobiety | Mężczyźni | Mężczyźni |
| osób   | %       | osób   | %       | osób    | %         |           |
| ------ | ------- | ------ | ------- | ------- | --------- | --------- |
| Ogółem | 100 162 | 100    | 51 189  | 51,11   | 48 973    | 48,89     |
| Miasto | 38 909  | 38,85  | 20 289  | 20,26   | 18 620    | 18,59     |
| Wieś   | 61 253  | 61,15  | 30 900  | 30,85   | 30 353    | 30,30     |

▶Wieś vs ▶miasto
Ogółem (▶k, ▶m)
Miasto (▶k, ▶m)
Wieś (▶k, ▶m)

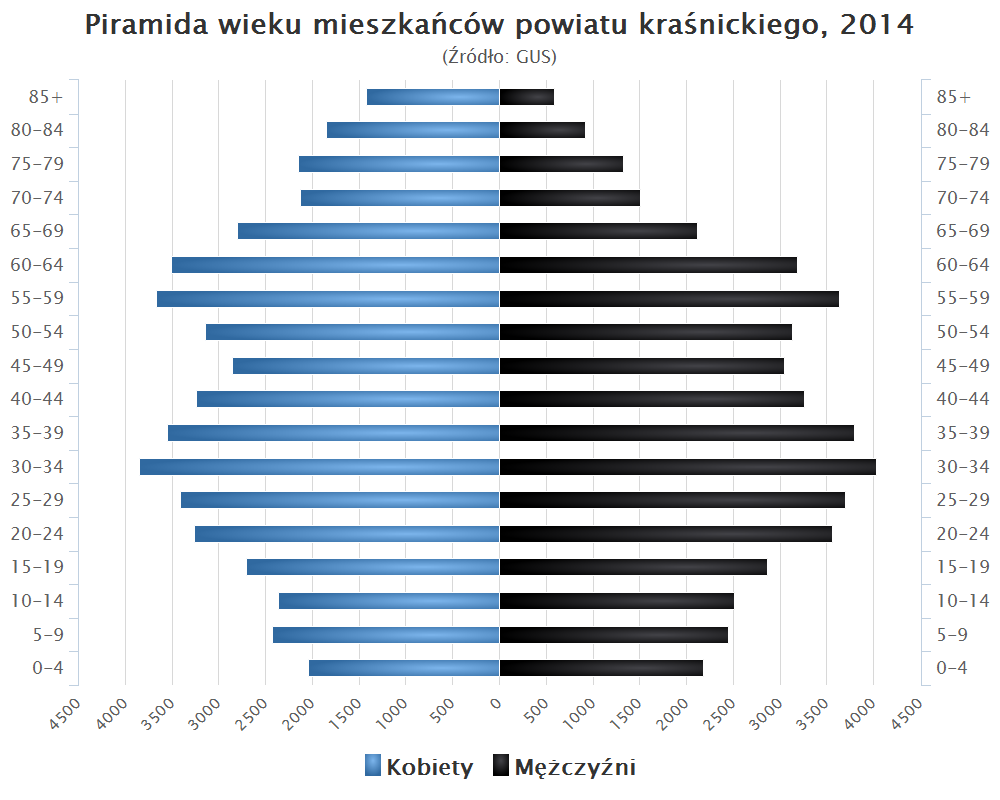
Piramida wieku mieszkańców powiatu kraśnickiego w 2014 roku

Według danych z 31 grudnia 2019 roku powiat zamieszkiwało 95 348 osób. Natomiast według danych z  30 czerwca 2020 roku powiat zamieszkiwały 95 064 osoby.

## Gospodarka
Główne gałęzie gospodarki: 
- rolnictwo
  - owoce miękkie (maliny, truskawki, porzeczki, aronia, agrest),
  - sadownictwo (jabłka),
- przemysł
  - przemysł metalowy (łożyska toczne),
  - cegielnie.
- turystyka
  - wyciąg narciarski,
  - gospodarstwa agroturystyczne.

## Transport
Przez obszar powiatu kraśnickiego przebiegają: 
- Drogi krajowe:
  - S19 Białystok–Lublin–Kraśnik–Rzeszów
  - 74 Kielce–Kraśnik–Zamość
- Drogi wojewódzkie:
  - 755 Kosin–Ostrowiec Świętokrzyski
  - 759 Opoka Duża–Piotrowice
  - 824 Annopol–Żyrzyn
  - 833 Chodel–Kraśnik
  - 842 Krasnystaw–Rudnik Szlachecki
  - 854 Annopol–Gorzyce
  - 855 Stalowa Wola–Olbięcin
- Linia kolejowa:
  - 68 Lublin–Kraśnik–Stalowa Wola Rozwadów

## Przyroda
- Rezerwaty
  - Rezerwat przyrody Natalin,
  - Rezerwat przyrody Marynopole,
  - Rezerwat przyrody Szczeckie Doły
  - Kraśnicki Obszar Chronionego Krajobrazu
- Rzeki
  - Wisła
  - Sanna
  - Bystrzyca
  - Wyżnica

## Starostowie kraśniccy
Na podstawie źródła:
- Tadeusz Wojtak (10 listopada 1998 – 18 grudnia 2002)
- Jarosław Stawiarski (18 grudnia 2002 – 23 listopada 2006)
- Tadeusz Wojtak (23 listopada 2006 – 28 sierpnia 2013)
- Andrzej Maj (28 sierpnia 2013 – 21 listopada 2018)
- Krzysztof Staruch (21 listopada 2018 – 27 marca 2019)
- Andrzej Rolla (27 marca 2019 – 9 sierpnia 2023)
- Paweł Kudrel (9 sierpnia 2023 – 8 maja 2024)
- Zbigniew Dżugaj (8 maja 2024 – nadal)[6]

## Sąsiednie powiaty
- powiat opolski
- powiat lubelski
- powiat janowski
- powiat stalowowolski (podkarpackie)
- powiat sandomierski (świętokrzyskie)
- powiat opatowski (świętokrzyskie)